# Seznam armenskih politikov
?Seznam armenskih politikov.

## A
- Yerjanik Abgaryan
- Hovik Abrahamyan
- Abel Aganbegjan
- Avetis Aharonian
- Gevork Alihanjan
- Sarkis Ambarcumjan
- Babken Ararkcjan
- Kamo Areyan
- Arayik Vladimiri Arutjunjan
- Grigorij Arutjunjan (G. A. Arutinov)
- Suren Arutjunjan
- Shmalon Arušanjan
- Bob Avakian
- Tigran Avinyan

## B
- Karen Baburjan
- Albert Bazeyan
- Gagik Beglaryan
- Hačatur Bezirjan

## D
- Karen Demirčjan

## E
- Anna Eshoo

## G
- Vache Gabrielyan
- Armen Gevorgyan
- Teljman Gdljan ?
- Arkadij Aršaviri Ghukasjan
- Ararat Gomtsyan
- Mher Grigoryan
- Vagan Grigorjan
- Vardevan Fabritsoeskovitsj Grigorjan

## H
- Hovhannes K/Hačaznuni (1868–1938)
- Hranush Hakobyan
- Agasi Handžjan
- Paruyr Hayrikyan
- Arajik Harutjunjan (Arutjunjan) ?
- Alexander Hatisian
- George Hawi
- Ašot Hovhannisjan

## K
- Karen Karapetjan
- Saak Karapetjan
- Artašes Karinjan
- Sarkis Kasjan
- Robert Kočarjan
- Šavarš Kočarjan
- Anton Kočinjan
- Ajkaz Kostanjan
- Aleksandr Kulidžanov (Kulidžanjan)

## L
- Emile Lahoud

## M
- Vazgen Manukyan
- Andranik Margarjan
- Taron Margaryan
- Grigori Igori Martirosjan
- Razmik Martirosyan
- Hayk Marutyan
- Anastas Ivanovič Mikojan
- Sergej Martjnov
- Christapor Mikaeljan (1859–1905)
- Karen Mirzojan
- Levon Mirzojan
- Aleksandr Mjasnikjan (Mjasnikov)
- Vladimir Movsisjan

## N
- Ashot Navasardyan
- Avetis Nazarbekian
- Robert Nazaryan

## O
- Hamo Ohandžanjan

## P
- Karim Pakradouni
- Papasian ?
- Matsak Papjan
- Nikol Pashinjan
- Georgi Petrosjan
- Aram Piruzjan
- Stepan Pogosjan
- Mekertich Portukalian

## R
- Ruben Rubenov (= Mkrtčjan)
- Karapet Rubinjan

## S
- Aršak Sadojan
- Avetik Sahakjan (1863–1933)
- Bako Sahaki Sahakjan
- Serž Sargisjan
- Aram Sarkisjan
- Armen Sarkisjan
- Babken Sarkis-ov/-jan/
- Fadej Sarkisjan
- Vazgen Sarkisjan
- Benon Sevan
- Alen Roberti Simonjan
- Stepan Sitarjan
- Suren Spandarjan
- Gegham Stepanjan

## Š
- David Šahnazarjan
- Stepan Šaumjan

## T
- Lois Tarkanjan
- Sahak Ter-Gabrielija
- Levon Ter-Petrosjan
- Hagop Ter-Hačaturjan
- Vagaršak Ter-Vaganjan
- Sirakan Tigranjan
- Suren Tovmasjan

## V
- Grant Voskanjan
- Simon Vratsjan

## Z
- Jervand Zaharjan
- Jakov Zarobjan
- Levon Zarubjan
- Simon Zavarjan (1866–1913)
- Stepan Zorjan (1867–1919)